# LEDA 1026855
A LEDA 1026855 egy elliptikus galaxis a Hidra csillagképben. A Földtől körülbelül 612 millió fényévnyi távolságra található, ami látszólagos méreteit tekintve azt jelenti, hogy a galaxis átmérője körülbelül 44 000 fényév.

## Szupernóva
2024. március 19-én egy lehetségeses szupernóvát, aSN 2024fgp-t figyelték meg a galaxisban. Fényereje elérte a 18,37 magnitúdót.